# Dungchen

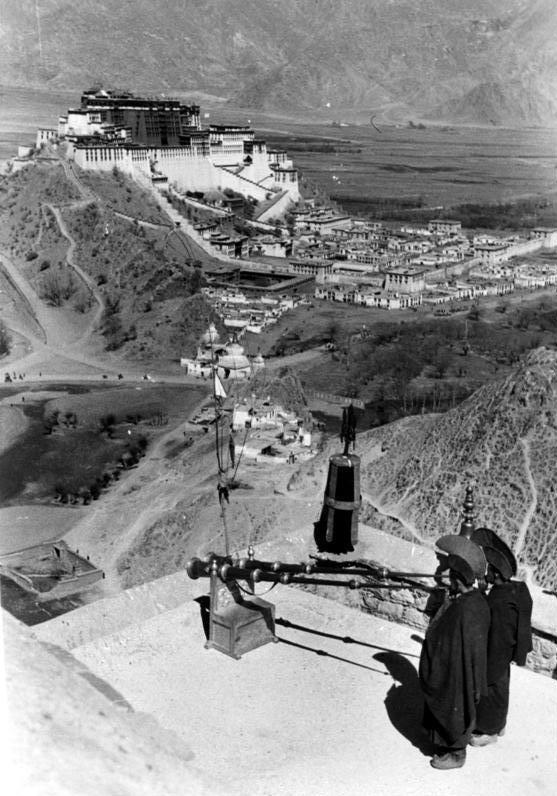
Moines gelugpas utilisant des dungchens, sur le Chakpori, face au Potala

Le dungchen (bo), dung, dung chen དུང་ཆེན ou rag dung རག་དུང; mongol : Hiidiin buree ; chinois : 法号 ; pinyin : fǎ háo ; litt. « trompette du dharma » ou tongqin (chinois : 筒钦 ; pinyin : tǒng qīn ; litt. « tube du respect »), est un long cor tibétain en bronze, rencontré essentiellement dans la musique tibétaine et mongole, lors de rituels de moines tibétains.
La petite trompe tibétaine en cuivre s'appelle dbang dung ; il ne faut pas la confondre avec le hautbois tibétain nommé gyaling et ceux mongoles, nommés bishgüür, ever buree et bayalag Buree

## Histoire
Il semble que la première mention du rag-dung dans l’histoire tibétaine remonte à l’arrivée au Tibet en 1042 du savant indien Atisha (982 — 1054), par le roi du Ngari, en 1042, ce qui vaut à cette trompe le surnom de « trompe pour accueillir le savant traducteur » (lo-pan spyan-’dren gyi dung). Les Annales bleues, écrites au XVe siècle, font quant à elles parlent du roi Lha-btsunpa, précisant que le son de l'instrument faisait fuir les gens, croyant à la guerre.

## Facture
Elle peut atteindre 3 mètres de long (presque un cor des Alpes) et produit des sonorités fortes mais peu nuancées.

## Jeu
On la pose soit au sol soit sur l'épaule d'un assistant. Elle peut se jouer en ensemble de plusieurs trompes de tailles différentes, ou accompagnée par des tambours.